# Јанело (Кротоне)
Јанело је насеље у Италији у округу Кротоне, региону Калабрија.
Према процени из 2011. у насељу је живело 230 становника. Насеље се налази на надморској висини од 33 м.